# Mata (geografia)

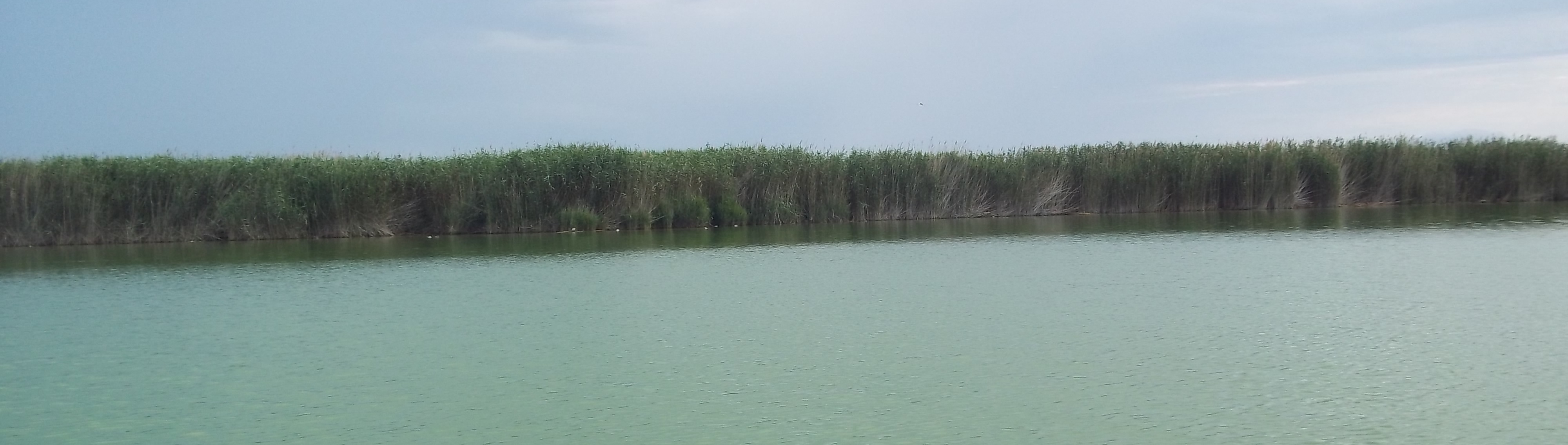
Mata del Fang a l'Albufera de València

Una mata o mata de la llacuna d'Albufera, és la denominació popular de les illes de xicotetes dimensions i de les vores del llac de l'Albufera de València, creades per l'acumulació de vegetació baixa, ocupant una extensió pròxima a les 290 hectàrees, de les 2.100 que té l'estany. En termes mariners seria un baix que evoluciona a illa. En les últimes dècades la superfície de les mates de l'estany s'ha reduït en un 20% per l'onatge dels temporals que les desarrela, soscava i trenca. Les mates són àrees de reserva i estan configurades per vegetació palustre, mansega, trencadalla, senillar i bogar desenvolupades en llocs de poca profunditat de la llacuna, anomenats alterons. Formen comunitats vegetals de gran riquesa i són lloc de refugi, nidificació, cria i alimentació de gran quantitat d'espècies palustres i aquàtiques presents al parc natural.

## Les mates de l'Albufera
- Mata del Fang, és la mata més extensa i important dins del Parc Natural de l'Albufera de València d'alt valor ecològic.[6][7]
- Fangaret[3]
- Mata del Rei[3]
- Mata de Torre en Torre[3]
- Mata de la Barra[7]
- Manseguerota o Mateta de Baix, o Mata Redona[3]
- Mata de la Parroquiana[3]
- Mata de l'Antina[3]
- Mata de Sant Roc[3]
- Mata de la Colomera[3]
- Mata del Senyor[3]
- Mata del Rei[3]
- Mata del Brossar[3]
- Punta de Llebeig[7]